# Indiana Fever 2003
La stagione 2003 delle Indiana Fever fu la 4ª nella WNBA per la franchigia.
Le Indiana Fever arrivarono quinte nella Eastern Conference con un record di 16-18, non qualificandosi per i play-off.

## Roster
| N° | Naz.                   | Ruolo | Sportivo           | Anno | Alt. | Peso |
| -- | ---------------------- | ----- | ------------------ | ---- | ---- | ---- |
| 2  | Stati Uniti (bandiera) | A     | Leigh Aziz         | 1979 | 191  | 80   |
| 4  | Stati Uniti (bandiera) | G     | Coquese Washington | 1971 | 168  | 63   |
| 11 | Stati Uniti (bandiera) | C     | Kelly Schumacher   | 1977 | 196  | 83   |
| 12 | Stati Uniti (bandiera) | A     | Natalie Williams   | 1970 | 188  | 95   |
| 13 | Rep. Ceca (bandiera)   | A     | Zuzana Klimešová   | 1979 | 188  | 82   |
| 14 | Stati Uniti (bandiera) | G     | Coretta Brown      | 1980 | 175  | 68   |
| 15 | Stati Uniti (bandiera) | G     | Nikki McCray       | 1971 | 180  | 72   |
| 22 | Stati Uniti (bandiera) | G     | Sonja Henning      | 1969 | 170  | 65   |
| 22 | Stati Uniti (bandiera) | GA    | Stephanie White    | 1977 | 175  | 70   |
| 24 | Stati Uniti (bandiera) | A     | Tamika Catchings   | 1979 | 185  | 76   |
| 32 | Stati Uniti (bandiera) | G     | Bridget Pettis     | 1971 | 175  | 68   |
| 33 | Stati Uniti (bandiera) | G     | Niele Ivey         | 1977 | 170  | 68   |
| 52 | Stati Uniti (bandiera) | A     | Kristen Rasmussen  | 1978 | 188  | 78   |

## Staff tecnico
- Allenatore: Nell Fortner
- Vice-allenatori: Shelley Patterson, Julie Plank
- Preparatore atletico: Holly Heitzman